# Megalagrion vagabundum
Megalagrion vagabundum är en trollsländeart som först beskrevs av Robert Cyril Layton Perkins 1899.
Megalagrion vagabundum ingår i släktet Megalagrion och familjen dammflicksländor. Inga underarter finns listade i Catalogue of Life.